# ناتالی گراندین
 ناتالی گراندین (انگلیسی: Natalie Grandin؛ زاده ۲۷ فوریهٔ ۱۹۸۱) یک تنیس‌باز اهل آفریقای جنوبی است.